# كارلو كونتي
كارلو كونتي (بالإيطالية: Carlo Conti)‏ هو مقدم تلفزيوني إيطالي، ولد في 13 مارس 1961 في فلورنسا في إيطاليا.

## وصلات خارجية
- الموقع الرسمي
- كارلو كونتي على موقع IMDb (الإنجليزية)
- كارلو كونتي على موقع ميوزك برينز (الإنجليزية)
- كارلو كونتي على موقع ديسكوغز (الإنجليزية)
- كارلو كونتي على موقع ديسكوغز (الإنجليزية)